# Юговские заводы
Ю́говские заво́ды — Юговский Верхний (также — Верхнеюговский) и Юговский Нижний (также — Нижеюговский) медеплавильные заводы на Западном Урале, построенные на реке Юг, действовавшие с 1730-х годов до начала XX века.

## История
4 ноября 1734 года Татищевым В. Н., а 14 декабря 1734 года — Канцелярией Главных заводов правления были подписаны указы о строительстве Юговского (после постройки Юговского Верхнего стал называться Юговским Нижним) медеплавильного завода на реке Юг, в 20 верстах от Бизярского и 27 верстах от Курашимского заводов, в 33 верстах от Перми. Строительство началось в 1735 году, запуск состоялся в 1736 году. В первые годы работы на заводе действовали 4 медеплавильных печи, 12 обжигальных печей, 1 гармахерский горн. В 1745 году количество плавильных печей увеличилось до 9.
В 1740 году по инициативе В. Н. Татищева в 2 верстах выше по течению Юга был построен и запущен вспомогательный Юговский Верхний завод. В 1751 году на обоих заводах действовали 15 плавильных и 59 перемётных печей. В 1736 году было произведено 1,8 тыс. пудов меди, в 1740 году — 2,8, в 1743 году — 6,4, в 1747 году — 6,7, в 1752 году — 6,9 тыс. пудов.
10 апреля 1757 года Юговские казённые заводы за 92 493 рублей в рассрочку на 10 лет были переданы во владение графу Чернышёву И. Г., под руководством которого были построены более высокие плавильные печи и значительно увеличил объём производства. В 1761 году на Юговских заводах работали 24 плавильные печи, было выплавлено 18,1 тыс. пудов меди. В 1762 году было произведено 25,1 тыс. пудов меди, в 1766 году — 29,4 тыс. пудов. В отдельные годы выплавка меди падала до 5 тыс. пудов.
В 1760-е годы И. Г. Чернышёв незаконно захватил около 500 тыс. пудов медной руды, заготовленной частными промышленниками, что привело к сбоям в поставках руды. В 1770 году из-за финансовых проблем Чернышёв продал заводы, находящиеся в аварийном состоянии, казне. В 1771 году на Нижнем заводе действовали 12 плавильных печей, 1 шплейзофен, 7 штыковых горнов, 2 рудобойный молот и вспомогательные цехи. На Верхнем заводе действовали 12 плавильных печей, 1 шплейзофен, 6 штыковых горна и вспомогательные цехи. Медная руда поступала на Юговские заводы с Березовского, Бершетского, Верхосыринского, Гремячевского, Ереминского, Савельихинского, Тетеневского, Шехурдинского, Шишебаринского, Юговского и Юмышевского рудников. В начале 1770-х годов на заводах работали 1025 человек, для вспомогательных работ привлекались приписные крестьяне из селений Кунгурского уезда.
В период пугачёвского восстания Юговский Нижний завод использовался как форпост для борьбы с восставшими. Оба завода не прекращали работу, но снизили объёмы производства. В 1773 году было выплавлено 12,6 тыс. пудов меди, в 1774 году — 5,5 тыс. пудов, в 1775 году — 2,5 тыс. пудов. После подавления восстания объёмы производства стали восстанавливаться. В 1778 году было произведено 16,1 тыс. пудов меди. В 1780-е годы объём выплавки меди составлял от 6,5 до 18,5 тыс. пудов в год, всего за десятилетие было выплавлено 128,2 тыс. пудов. В 1790-е годы объёмы колебались от 3,8 до 10 тыс. пудов, всего за десятилетие было выплавлено 63,8 тыс. пудов. В 1797 году на Нижнем заводе работали 12 печей, 1 шплейзофен, 4 кричных и гармахерских горна, кузница с 4 горнами; на Юговском Нижнем — 6 печей, две кузницы с 3 горнами. Заводы обслуживали 29 руководителей и 564 казённых мастеровых, а также 21 576 приписных крестьян из 82 волостей Кунгурского уезда.
В конце XVIII — начале XIX века Юговские заводы представляли собой единое предприятие с одной конторой и одним управляющим и входили в производственный комплекс Пермских казённых заводов. В 1801—1810 годах на обоих заводах было выплавлено 79,7 тыс. пудов меди, в 1811—1820 годах — 77,5 тыс. пудов.
В 1809 году земляная плотина Нижнего завода имела длину 308,9 м, ширину в нижней части 63,9 м, в верхней части — 21,3 м, высоту 6,1 м. Плотина Верхнего завода имела длину 340,8 м, ширину в нижней части 42,6 м, в верхней части — 21,3 м, высоту 8,5 м.
В 1820—1850 годах на Юговских заводах проводились опыты по применению новых видов флюсов, изменению конструкций вспомогательного оборудования. В 1849 году был построен листокатальный цех с производительностью до 5 тыс. пудов листовой меди в год. В 1821—1830 годах было произведено 93,2 тыс. пудов меди, в 1831—1840 годах — 112,1 тыс. пудов, в 1841—1850 годах — 104 тыс. пудов, в 1851—1860 годах — 99,8 тыс. пудов. Чистая штыковую медь отправлялась в Екатеринбург на чеканку монет, листовая медь (ежегодно по 5 тыс. пудов) шла для производства капсюлей. Также в небольших количествах производилась кованая медь для Брянского, Киевского и Петербургского арсеналов.
В конце 1850-х — начале 1860-х годов заводы испытывали дефицит руды из-за истощения казённых рудников. С 1851 года управителем Юговских заодов служил П. М. Обухов. В 1860—66 годах предприятия были убыточными из-за нехватки рабочей силы после отмены крепостного права. В 1860—61 годах на Верхнем заводе был построен новый каменный корпус для медеплавильной фабрики на 6 печей, 1 вагранку на горячем дутье и 2 водяных колеса. В 1861 году на Верхнем заводе проводились опытные плавки руды в восемнадцатифурменной печи системы В. К. Рашета. В мае 1863 года на Нижнем заводе было начато строительство печи системы Рашета с 24 фурмами, с распаром и узким колошником.
В 1861—1870 годах Юговские заводы произвели 76,1 тыс. пудов меди, в 1871—1880 годах — 42,7 тыс. пудов, в 1881—1890 годах — 43,7 тыс. пудов. В этот период оборудование изнашивалось и не обновлялось, рудники истощались. 31 августа 1891 года был подписан указ об остановке Юговских заводов с 1 января 1892. Заводская контора была упразднена, рабочие уволены. В 1892 году Юговские заводы были сданы в аренду горным инженерам Д. И. Захаровскому и И. Н. Урбановичу (впоследствии отказался от аренды), которые полностью остановили Верхний завод и сосредоточили производство на Нижнем. В 1893 году на Нижнем заводе действовало 6 медеплавильных печей, 1 шплейзофен и 3 горна, на основных работах было занято 19 человек, на вспомогательных — 17 человек. Несмотря на попытки Д. И. Захаровского оживить предприятие, объём производства меди оставался незначительным. В 1893 году было выплавлено 5,7 тыс. пудов, в 1894 году — 5 тыс. пудов, в 1896 году — 4,1 тыс., в 1898 году — 2,6 тыс., в 1901 году — 1,8 тыс., в 1902 году — 0,7 тыс. пудов. После смерти Захаровского в 1901 году его наследники некоторое время продолжали работы на Юговском заводе, а затем в 1902 (по другим данным — в 1910) году окончательно остановили завод.
За 155 лет работы Юговские заводы совместно выплавили 22235,4 т меди. Ныне на месте заводских поселений находится посёлок Юг.